# Culture fair intelligence test
Il Culture Fair Intelligence Test (CFIT) è stato messo a punto da Raymond Cattell nel 1949, con l'intento di sviluppare un test di intelligenza che fosse libero da fattori culturali, ovvero un test culture-fair (cultura equa) per misurare il quoziente intellettivo. Cattell sosteneva l'esistenza di un fattore di intelligenza generale (g) e che questo fosse composto da due tipi di intelligenza: fluida e cristallizzata.

## Sviluppo

### Differenze culturali e di età
- L'intelligenza cristallizzata (gc) si riferisce a quell'aspetto della cognizione in cui il ragionamento diviene cristallizzato a causa dell'abitudine.
- L'intelligenza fluida (gf) è quel fattore rilevante che mostra la capacità di rispondere a situazioni completamente nuove.

Prima della pubertà la differenza tra gf e gc è minima e, principalmente, dipende dagli interessi e dalle opportunità culturali che il bambino ha la possibilità di sperimentare. Con l'età adulta, invece, il divario tra le due intelligenze tende ad aumentare, grazie all'esperienza che fa crescere la gc mentre, con l'avanzare degli anni, subentra una progressiva diminuzione della gf.

### Cattell Culture Fair III, uso corrente
Attualmente il test è disponibile nelle versioni A e B, che sono sostanzialmente equivalenti. Essendo un test a tempo, la somministrazione deve essere supervisionata da uno psicologo. In genere viene somministrata una sola delle due versioni, a meno che non si voglia ottenere un risultato ancor più attendibile. Alcune società ad alto QI, ad esempio, richiedono la somministrazione di entrambe le versioni per accreditare il punteggio.

Una singola versione è composta da 50 item divisi in 4 aree (13+14+13+10). Il primo gruppo di domande (denominato "Serie") richiede di completare una serie progressiva, il secondo (Analogie) richiede di trovare le opportune analogie, il terzo (Classificazioni) pone un problema di classificazione di figure, il quarto (Matrici) richiede di selezionare, tra 5 possibilità, quella che replica le condizioni illustrate dal modello. Gli item richiedono che il soggetto sia in grado di percepire i rapporti tra forme e figure, le prove sono quindi considerate "non verbali".
Il test Cattell Culture Fair III è utilizzato per l'ammissione a diverse società ad alto QI:
- Intertel con un punteggio minimo di 35 risposte corrette (99° percentile) nella singola prova A o B.
- Colloquy (society) con un punteggio minimo di 37 risposte corrette (99.5° percentile) nella singola prova A o B.
- Triple Nine Society con un punteggio minimo di 85 risposte corrette (99.9° percentile) ottenuto come punteggio combinato del test A+B.
- Prometheus Society con un punteggio minimo di 88 risposte corrette (99.997° percentile) ottenuto come punteggio combinato del test A+B.[3]

### Validità

#### Validità concettuale diretta
La validità concettuale diretta cerca di stabilire quale grado di correlazione esiste tra la scala che il test propone e quello che il test cerca di misurare. In particolare, il test mostra una buona validità concettuale diretta, rispetto all'intelligenza fluida.

#### Validità convergente
La validità convergente mostra il grado di correlazione esistente tra il test in osservazione e altri test che misurano tratti o caratteristiche simili. Il libro della Downing, i cui risultati sono riportati nella tabella sottostante, mostra la correlazione riscontrata tra il Culture Fair ed altri test attitudinali e di intelligenza. 
| Mean I | Test                |     | (1)  | (2)  | (3)  | (4)  | (5)  | (6)  |
| ------ | ------------------- | --- | ---- | ---- | ---- | ---- | ---- | ---- |
| 96     | Culture Fair IQ     | (1) | 1.00 | .49  | .69  | .62  | .63  | .72  |
| 87     | Otis Beta IQ        | (2) |      | 1.00 | .80  | .69  | .45  | .66  |
| 90     | Pinter IQ           | (3) |      |      | 1.00 | .81  | .55  | .79  |
| 92     | WISC Verbal IQ      | (4) |      |      |      | 1.00 | .55  | .79  |
| 93     | WISC Performance IQ | (5) |      |      |      |      | 1.00 | .79  |
| 92     | WISC Full Scale IQ  | (6) |      |      |      |      |      | 1.00 |

## Considerazioni sulle somministrazioni non limitate dal tempo
L'uso di questo test in condizioni di tempo illimitato, è al momento completamente sperimentale e, se somministrato con questa modalità, dovrebbe essere seguito da un altro test convenzionale per la misura dell'intelligenza.
 L'uso di un test non supervisionato dovrebbe rispondere ad alcuni dibattiti, ancora aperti, sull'utilizzo della misurazione del tempo in un test, un uso che potrebbe dipendere dalla cultura di appartenenza.
 In una determinata cultura, ad esempio, le persone potrebbero essere spinte a lavorare pressantemente in situazioni di tempo limitato, mentre, in altre culture, potrebbero non essere abituate a lavorare in simili condizioni. In questo caso, somministrare il test in condizioni di tempo illimitato, risulterebbe protettivo da influenze culturali. Inoltre, molte persone non sono in grado di dare il meglio sotto pressione, a causa dell'ansia prodotta dal sentirsi "sotto esame". Quindi, una versione senza limiti di tempo, potrebbe giudicare più coerentemente questo tipo di persone, inoltre, sarebbe più aderente alla realtà, in quanto, le condizioni di risoluzione di un problema sono molto raramente soggette ad un tempo estremamente limitato. Se questa ipotesi si rivelasse corretta, potrebbe aumentare notevolmente l'utilità e l'efficacia dei test di intelligenza, sia in campo professionale che scolastico.